# Винник, Ирина Борисовна
Ирина Борисовна Винник (род. 1 января 1948, Галле, Германия) — советская и латвийская журналистка, редактор, общественный деятель.

## Биография
Ирина Винник родилась в интеллигентной семье: её отец Борис Сергеевич мечтал стать астрономом, но стал военным инженером, окончив Военно-воздушную академию им. Н. Е. Жуковского. Мать, Анастасия Ивановна, до войны получила в Харькове специальность учителя украинского языка и литературы и была распределена в село Новая Парафиевка, где и познакомилась со своим избранником. Во время войны Анастасия Ивановна полтора года укрывалась в подвале, чтобы избежать угона в Германию, и заболела туберкулёзом, став на всю жизнь инвалидом. Однако после войны Борис Сергеевич и Анастасия Ивановна поженились и прожили счастливо вместе до конца своих дней.
Ирина родилась в немецком городе Галле, где её отец проходил службу. В 1951 году семья переехала в Ригу.
В 1965 году Ирина Винник окончила с золотой медалью 25-ю среднюю школу г. Риги, а в 1971 году с отличием — биологический факультет Латвийского государственного университета, получив специальность «Биолог, преподаватель биологии и химии». Однако полученной специализации Ирина предпочла журналистику. Её карьера в этой области началась с должности внештатного, а потом и штатного корреспондента газеты «Советская молодёжь» и внештатного сотрудника Латвийского радио.

### 26 лет на телевидении
В 1977 году Ирину Винник пригласили на Латвийское телевидение спецкорром, для подготовки репортажей для Центрального телевидения СССР. Как она рассказывала, приглашение это последовало случайно: при службе новостей LTV («Панорама») было решено создать репортерскую группу подготовки сюжетов на русском языке для ЦТ СССР под руководством Рихарда Лабановского, заместителя директора «Панорамы». Он услышал Винник в эфире Латвийского радио и поразился тому, что и как она говорила «без бумажки». Ирина воздерживалась от приглашения четыре месяца, опасаясь нового для неё мира телевидения, но рискнула и… осталась на 26 лет.
Вспоминая советское время, Ирина Винник отмечала, что в СССР средства массовой информации рассказывали только хорошие новости, а о трагедиях, о коррупции сообщать в СМИ было не принято. «Меня всегда волновало, что люди не узнают о чем-то и не смогут подготовиться. Хороших новостей должно быть больше, но о плохом сообщать необходимо. С другой стороны, когда Советский Союз развалился, нам в Латвии дали свободу слова, с которой мы не знали, что делать», — считает она.
С 1991 года Ирина Борисовна стала ведущей новостей Латвийского телевидения на русском языке. Она вспоминает это время как самое трудное: «Самые трудные эфиры были в 1991 году. Так, после трагических событий 13 января в Вильнюсе мы получили видеозапись столкновения у телецентра. Было решено прервать программу „Время“ и выйти в прямой эфир с репортажем из Вильнюса. Эта задача выпала мне». А на следующий день у телестудии её и коллег ожидал пикет Интерфронта с плакатами и требованием уволить «русских коллаборационистов, распространяющих лживую информацию». В то же самое время латышские журналисты Латвийского телевидения требовали уволить своих русских коллег как представителей «пятой колонны».
Позднее И. Винник готовила и вела информационно-аналитические программы «8-й этаж», «Вопрос по существу», параллельно — информационные, научно-популярные и учебные программы для разных редакций Латвийского телевидения («Здоровье», «Для тех, кто изучает латышский язык», программа для молодежи «Мозаика» и другие).
Почти четыре года Ирина Винник была автором и ведущей телевизионного цикла «Встречи на улице Марупес» — получасовых программ об интересных людях.
В 1996 году в течение шести месяцев была менеджером проекта, менеджером персонала и разработчиком формата Службы новостей частного канала WNA TV (русская редакция NTV-5).
К 800-летию Риги (2001) она создала цикл передач «Любимый город Рига».
Ирина Винник разработала и провела ряд авторских циклов: «Родной язык» (о языках мира), «Домовой» (еженедельный тележурнал), «Мой выбор».
Её последними проектами на LTV стали цикл дискуссионных программ «Процесс» и еженедельная передача «Родное гнездо».
Работая в СМИ, Ирина Винник параллельно занималась общественной и культурно-просветительской работой в области сохранения культуры и этнической самобытности национальных меньшинств Латвии. Создала общество «Программа национальных меньшинств „Zelta kamoliņš“ („Золотой клубочек“)». Была руководителем Фестиваля национальных меньшинств «Latvijas vainags» («Латвийский венок») в программе Вселатвийских праздников песни и танца в 1998, 2001, 2003 и 2008 году.

### В департаменте интеграции
С 2003 до конца 2008 года Ирина Винник работала директором департамента национальных меньшинств Секретариата министра по особым поручениям по делам интеграции общества. С работы ушла по собственному желанию, объясняя это усталостью прежде всего от того, что «в нашей стране чиновник превращен в классического злодея, который обязан отвечать за все происходящие беды и напасти. Хотя чиновники законов не принимают».
Так называемые русские партии призывали закрыть департамент, так как он «маскирует, что в стране все плохо». Национал-радикальные латышские партии твердили, что работа департамента подрывает устои национального государства. В Сейме инициативу по выражению недоверия первому министру интеграции Нилу Муйжниексу одновременно поддержали крайние националисты и оппозиция.
«Считаю, что сделала все, что могла на этом посту, — говорила И.Винник. — Интеграция — это сложный и разнонаправленный процесс. Мы не могли его определять, мы пытались лишь задавать некоторые направления, ставить акценты, способствующие стиранию препятствий для участия отдельных групп в едином обществе. В целом для нашего общества характерно деструктивное отношение к себе и окружающим: кругом все плохо, как сделать лучше, мы не знаем и не хотим знать… Лично я стараюсь жить по Конфуцию. Вместо того чтобы кричать о всеобщей тьме, возьми и зажги свою маленькую свечу. И станет светлее».

### В Рижской думе
В 2009 году Ирина Винник была избрана депутатом Рижской думы по списку Латвийская первая партия/Латвийский путь, в 2013 и 2017 годах прошла в Думу по списку Социал-демократическая партия «Согласие»/«Честь служить Риге». В настоящее время является заместителем председателя фракции «Честь служить Риге», заместителем председателей комитетов Рижской думы по социальным вопросам и по вопросам жилья и среды.
Имея за плечами большой опыт работы с негосударственными организациями, Винник считает их деятельность очень важной для развития гражданского общества. Если в Дании до 50 % населения объединяются в группы по интересам, а в Латвии членами НГО являются где-то 4 % населения, ещё 16 % объединяются в группы по интересам. «НГО суть представительства, с которыми напрямую может говорить и государство, и самоуправление. Поэтому для Рижской думы очень важны такие организации. Через них мы вступаем в диалог с жителями чтобы, во-первых, знать, на что думе лучше потратить деньги, а также для понимания реальных проблем на местах», — пояснила Винник в программе Латвийского радио 4 «День за днем».
Ирина Борисовна продолжает и сама заниматься общественной работой — ведет концерты, молодёжный дискуссионный клуб Pro et Contra высшей школы ISMA, выступает с лекциями.

## Семья
- Брат — Александр Борисович Винник, юрист, полковник-лейтенант МВД в отставке.
- Дочь Маргарита, по образованию преподаватель английского языка, работает в электронных СМИ.